# Wochenau und Illerzeller Auwald
Das Naturschutzgebiet Wochenau und Illerzeller Auwald liegt auf dem Gebiet der Stadt Senden im schwäbischen Landkreis Neu-Ulm. 
Das Gebiet erstreckt sich nordwestlich, westlich, südwestlich und südlich von Illerzell, einem Gemeindeteil der Stadt Vöhringen, entlang der Iller. Am westlichen Rand des Gebietes verläuft die Landesgrenze zu Baden-Württemberg, westlich verläuft die L 260 und östlich die St 2031.

## Bedeutung
Das 185,35 ha große Gebiet mit der Nr. NSG-00473.01 wurde im Jahr 1994 unter Naturschutz gestellt. Es handelt sich um einen naturnahen Auwaldkomplex beiderseits der unteren Iller, der auf der westlichen Illerseite gelegentlich überschwemmt wird.